# Arriva vlaky
ARRIVA vlaky s.r.o. (VKM: ARR) je český železniční dopravce, jejímž jediným společníkem (vlastníkem) je Arriva Transport Česká republika a. s. z britské skupiny Arriva, vlastněné v letech 2010–2024 německou společností Deutsche Bahn. Do českého obchodního rejstříku byla zapsána 2. září 2009, sídlo měla na adrese Praha 5-Smíchov, Radlická 3185/1c, tedy v kancelářském komplexu Anděl City, v roce 2016 uvádí sídlo na adrese Křižíkova 148/34 v Praze-Karlíně (budova Karlín Studios). Jednateli jsou Milan Zapletal, Ivan Procházka (generální ředitel ARRIVA holding Česká republika s.r.o.) a do začátku prosince 2013 též Jaroslav Richter, který byl zároveň ředitelem ARRIVA vlaky s.r.o. 
Pravidelnou osobní železniční dopravu zahájila 23. září 2013 na lince spěšných vlaků Praha Masarykovo nádraží – Kralupy nad Vltavou, tento pilotní provoz byl ukončen v pátek 13. prosince 2013. Jak potvrdil generální ředitel Arriva holdingu Ivan Procházka, v průběhu týdne 2.–6. prosince byl odvolán ředitel a jednatel Arriva vlaky Jaroslav Richter a vedení hledá jiného ředitele; Richter svůj odchod vysvětlil tím, že měl jiné názory než vedení holdingu. Za dva roky nezískala společnost v České republice žádnou zakázku a z jednoho výběrového řízení byla pro formální nedostatky vyloučena.

## Dopravní projekty

### Arriva na české železnici před vznikem Arriva vlaky
Skupina Arriva se prosadila na několika přeshraničních česko-německých tratích prostřednictvím společnosti Vogtlandbahn GmbH.
Na přelomu let 2008 a 2009 se Arriva jako jeden z pěti zájemců ucházela o provozování dopravy na skupině tratí v Libereckém kraji (034, 036, 037, 038, 039) – z této soutěže pak byl jeden zájemce vyloučen kvůli formálním nedostatkům a dva jiní zájemci odstoupili kvůli údajným dumpingovým cenám Českých drah, Arriva v soutěži zůstala, ale proti Českým drahám neuspěla.
Arriva Morava a.s. (původně Connex Morava a. s., později Veolia Transport Morava a. s.) provozuje od 1. října 2002 osobní dopravu na Železnici Desná. Sesterské či mateřské společnosti Connex Česká Železniční s. r. o. a Veolia Transport Česká republika daly v letech 2004–2007 krajům a ministerstvu dopravy několik nabídek na provozování osobní železniční dopravy. Na jaře 2013 se celá skupina Veolia Transport Central Europe stala součástí skupiny Arriva a k 1. červenci 2013 došlo k přejmenování firem a náhradě loga Veolia Transport logem Arriva. Poté, co trať byla elektrifikována, se podle zprávy z listopadu 2015 Olomoucký kraj dohodl s Českými drahami, že od června 2016 nasadí na trať své elektrické jednotky v rámci stávající desetileté celokrajské smlouvy. Smlouva s Arrivou Morava platí do konce roku 2016, od června 2016 však bude Arriva zřejmě provozovat dopravu jen na odbočném úseku z Petrova nad Desnou do Sobotína.

### Koncepce vstupu na český trh
Koncem února 2013 ředitel Jaroslav Richter pro E15 sdělil, že získání pěti až deseti procent výkonů v české osobní železniční dopravě do pěti let by považoval za úspěch, počítá ovšem i s úplným neúspěchem, například pokud by byla liberalizace železniční dopravy politicky či legislativně zmrazena. Vyjádřil zájem především o dotovanou dopravu, protože pro komerčně výnosnou linku firma nenalezla prostor. Termín zahájení provozu na linkách v pražské aglomeraci, které byly zaneseny do jízdního řádu 2013, podle něj závisí jednak na dokončení procesu schvalování vlaků, který je prý na dobré cestě, a dále na výsledcích intenzivních jednání o integraci spojů do Pražské integrované dopravy a do středočeského dopravního systému.
V souvislosti s pěti výběrovými řízeními na provoz rychlíkových linek, která ministerstvo ohlásilo v září 2013, jednatel společnosti Arriva vlaky Jaroslav Richter uvedl: „my předpokládáme, že se zúčastníme úplně všech soutěží.“
S mateřskou společnosti Deutsche Bahn sdílí investiční zdroje. Investiční prostředky získává na konkrétní projekty po jejich schválení centrálou. Výši investic primárně nepovažuje za omezení u malých (kolem 1 miliardy Kč) ani u velkých (4 až 5 miliard Kč) zakázek.

### Ostrava – Opava – Krnov – Olomouc
Ve výběrovém řízení na dopravce na trati Ostrava – Opava – Krnov – Olomouc, vypsaném dne 27. března 2012, s požadovaným zahájením provozu 14. prosince 2014 na dobu 15 let, tj. do konce platnosti jízdního řádu pro období 2028/2029, si zadávací podmínky vyzvedlo 10 dopravců, nabídku však nakonec podali pouze dva – RegioJet a konsorcium Arriva vlaky s TRANSCENTRUM bus. Arriva nabídla o korunu vyšší cenu za kilometr než RegioJet, čímž by umožnila RegioJetu zvítězit, protože při účasti pouze jednoho zájemce by soutěž musela být zrušena.
V polovině ledna 2013 ministerstvo dopravy oznámilo, že vyřadilo nabídku, kterou podala Arriva společně s TRANSCENTRUM bus, protože nedodala potřebná osvědčení o vzdělání vedoucích zaměstnanců. Soutěžní podmínky vyžadovaly ve vedení dvě odborně způsobilé osoby, zatímco drážní zákon vyžaduje pouze jednu. Pokud by Arriva neuspěla s odvoláním, takže by zbyla jen jedna nabídka, muselo by ministerstvo soutěž zrušit.

### Praha – Velvary, Praha – Český Krumlov, Vlašim, Sedlčany, Jindřichův Hradec – České Budějovice (2012, 2013)
V červnu 2012 žádala ARRIVA vlaky s.r.o. o kapacitu dopravní cesty pro železniční spojení Praha – Velvary a rychlíkové spojení Praha – České Budějovice – Český Krumlov, pro která chtěla získat podporu Středočeského či Jihočeského kraje. Jednání o lince Praha – Český Krumlov potvrdil dopravce i na konci února 2013, kdy v rozhovoru pro E15 upřesnil, že zpočátku by na linku nasadil motoráky, v případě většího zájmu pak něco výkonnějšího a většího, třeba i klasické soupravy. Uvedl, že chce jednat se Středočeským krajem o zavedení železničního spojení z Prahy do Vlašimi, Sedlčan a Velvar. Pilotní provoz, například o víkendech, by rád zahájil ještě v roce 2013. Nejpokročilejší jsou prý jednání s Jihočeským krajem o pilotním provozu přímých rychlejších spojů v trase Jindřichův Hradec – České Budějovice.

### Benešov u Prahy – Praha – Kralupy nad Vltavou (2012, 2013)
Koncem srpna 2012 ARRIVA vlaky s.r.o. oznámila, že chce od 9. prosince 2012 zahájit pravidelnou dopravu motorovými jednotkami 628 po Deutsche Bahn modernizovaných v Pars nova (v Česku s označením 845) na trase Benešov u Prahy – Praha – Kralupy nad Vltavou, a to přes malešickou spojku, nádraží Praha-Libeň a Masarykovo nádraží, se zastavováním ještě v Čerčanech, Říčanech, Praze-Hostivaři, Praze-Bubenči, Řeži a Libčicích nad Vltavou. Chtěla od začátku roku 2013 na trasu nasadit 4 soupravy (a v případě potřeby je zdvojovat či ztrojovat) a provádět jimi 18 párů spěšných spojů v hodinovém intervalu. V pátek 9. listopadu 2012 provoz vyzkoušela. Začátkem prosince 2012 dopravce oznámil, že dopravu zahájí na jaře 2013. Ani v polovině dubna však na webu společnosti žádná informace o zahájení provozu nebyla.
Dopravce zde prý hodlal jezdit bez dotací a po dohodě s ROPIDem uznávat jízdenky Pražské integrované dopravy, ceník jejích vlastních jízdenek se neměla příliš lišit od cen ČD. Ze začátku má být pokladna jen v Praze, cestující z ostatních stanic mají být odbaveni ve vlaku nebo prostřednictvím internetu. Podle rozhovoru pro E15 z konce února 2013 probíhají intenzivní jednání o integraci spojů do Pražské integrované dopravy. Jaroslav Richter zdůraznil přínosnost přímého spojení oblasti Libně s městy na jihovýchod od Prahy, jako jsou Říčany a Čerčany. ROPIDu se prý tato linka hodí, ale nemá ještě definitivní názor na to, zda mají linky do Benešova jezdit z Masarykova nádraží. Za realistický termín zahájení provozu Richter na konci února 2013 označil první pololetí 2013.
Podle zprávy ČTK a ČT ze 17. června 2013 vyjádřila Arriva vlaky u SŽDC zájem provozovat linku od 1. srpna 2013, avšak Arriva toto konkrétní datum České televizi odmítla potvrdit a uvedla, že, v návaznosti na odstranění povodňových škod, by zpočátku provozovala jen část z vlaků uvedených v jízdním řádu. Podle SŽDC nesplňuje dosud dopravce některé podmínky, například nemá povolení k provozu svých vlaků na českých tratích, nemá technické zázemí, zajištěné stání pro vlaky, možnost tankování ani potřebné zaměstnance. Ředitel Arriva vlaky Jaroslav Richter vyjádřil přesvědčení, že firma všechny požadavky splnila a vlaky Drážní úřad schválí do konce června.
9. srpna 2013 ředitel společnosti Arriva vlaky po jednání s Drážním úřadem oznámil, že se zahájením testovacího provozu na trati Benešov – Praha – Kralupy nad Vltavou počítá v horizontu jednoho až dvou měsíců, zpočátku v omezeném rozsahu. 13. srpna 2013 média oznámila, že v jízdním řádu pro období 2013/2014 již vlaky společnosti Arriva vlaky na této trase nejsou uvedeny. Údajně se společnost nedohodla s kraji na financování a dohodu prý mimo jiné blokují desetileté smlouvy s Českými dráhami.

### Prezentační akce na Berounsku
V sobotu 24. srpna 2013 vyjela jednotka v rámci projektu Naše vlídná nádraží na Berounsko jako zvláštní vlak Bartoloměj. Ve stanici Všeradice byl u příležitosti místní bartolomějské pouti vlak asi 3 hodiny vystaven a návštěvníci si jej mohli prohlédnout a diskutovat s obsluhou. Současně zde byl představen projekt revitalizace a nového využití menších nádraží na Karlštejnsku a Berounsku.

### Moravská Třebová – Dzbel
V říjnu 2013 Arriva vlaky projevila zájem provozovat od roku 2014 pravidelnou osobní dopravu na trase Moravská Třebová – Velké Opatovice – Dzbel (tratě 017 a tehdejší 271, kde už od konce roku 2011 není provozována, a 19. října 2013 zde předvedla ve spolupráci s Pardubickým krajem svou modernizovanou motorovou jednotku 845.001. Od prosince 2013 chce zahájit provoz několika spojů na vlastní podnikatelské riziko; kraj vyjádřil snahu objednávat zde dopravu od jara 2014, podle České televize a krajského radního Jaromíra Duška se dopravce dohodl s krajem, že zde začne jezdit od března 2014 bez veřejné objednávky, avšak podle tarifu krajské integrované dopravy. Zahájení provozu již v prosinci 2013 podle Duška není reálné. K 25. říjnu 2013 Pardubický kraj vyjádřil vůli hledat pro tuto trať dopravce, který bude schopen snížit cestovní rychlost. Dopravce vyjádřil připravenost rozšířit dopravu i do dalších regionálních center v kraji, jmenovitě například na Trať 261 Žďárec u Skutče – Svitavy.
Podle České televize kraj původně oslovil České dráhy, avšak jejich nabídka provozování dopravy motorovými vozy řady 810 byla podle krajského radního Duška pro kraj absolutně nepřijatelná, a proto kraj využil nabídku alternativního dopravce.

### Výběrová řízení 2013, 2014
Podle zprávy České televize z října 2013 se Arriva vlaky chystala do výběrových řízení na provozování dopravy na trasách mezi Libercem a Pardubicemi, Libercem a Ústím nad Labem či Plzní a Mostem.
Po ukončení pilotního provozu linky Praha – Kralupy a v souvislosti s odvoláním ředitele Arriva vlaky Jaroslava Richtera generální ředitel Arriva holdingu uvedl, že jedná o nasazení volných jednotek na jiné tratě, především ve Středočeském kraji, do té doby budou vlaky sloužit k provozním testům a prezentačním jízdám.
Koncem ledna 2014 ROPID sliboval, že Arriva vlaky bude jednou ze tří společností oslovených k podání nabídky na provozování linky S34 Praha Masarykovo nádraží – Praha-Čakovice. I Arriva doufala, že bude oslovena. ROPID nakonec zakázku na 10 let zadal zcela bez výběrového řízení a bez oslovení jiných dopravců společnosti KŽC Doprava. Arriva však proti tomuto rozhodnutí neprotestovala, mimo jiné proto, že Ropid prý zvažoval zadat Arrivě zcela nové spojení, podle MF DNES se prý mluvilo o lince z Benešova přes Prahu do Čelákovic.
18. června 2014 skupina Arriva oznámila, že se chystá během několika dnů nabídnout jednoroční provozování rychlíkových linek z Liberce do Pardubic a z Plzně do Mostu, na které chtělo ministerstvo dopravy bez výběrového řízení o rok prodloužit smlouvu Českým drahám. Ředitel Arrivy Transport ČR Daniel Adamka uvedl, že by si česká společnost mohla půjčit od mateřské Deutsche Bahn jednotky Siemens Desiro. Podle právního názoru Arrivy bude muset ministerstvo s oběma dopravci jednat.
Podle tiskové zprávy Arrivy z června 2014 se chce Arriva zúčastnit též výběrových řízení na regionální tratě na Šumavě, které se chystá vypsat Jihočeský kraj.

### Benešov u Prahy – Praha – Čelákovice (2014)
Již 18. června 2014 probleskla tiskovým sdělením Arrivy též informace, že Arriva usiluje o získání dotace na spěšnou linku PID Benešov - Praha - Čelákovice, kterou označovala R9, se zastavováním v Čerčanech, Senohrabech, Mnichovicích, Praze-Uhříněvsi, Hostivaři, Strašnicích, Vršovicích, hlavním nádraží, Vysočanech a Horních Počernicích. Arriva žádala u dopravního výboru Středočeského zastupitelstva o 4,1 milionu korun na provoz od září do konce roku a dalších 12,5 milionu na rok 2015, tedy kompenzaci zhruba 90 Kč/km oproti průměrným 107 Kč/km poskytovaných Českým drahám. Dne 2. července 2014 ředitel Arriva Daniel Adamka řekl, že projekt není mrtvý a že věří, že se nakonec podaří kraj přesvědčit. Na tuto elektrifikovanou trasu chtěla Arriva nasadit dieselové jednotky Siemens Desiro od Deutsche Bahn. Arriva kraji nabízela protáhla některé spoje až do Vlašimi a Sedlčan jako náhradu osobních vlaků Českých drah.
Podle zprávy z 11. září 2014 Středočeský kraj odmítl kompenzovat ztráty s odůvodněním, že doprava v uvedené trase je zajištěna v dostatečném objemu stávající objednávkou kraje. Generální ředitel Arrivy ČR Daniel Adamka na to reagoval sdělením, že jezdit regionální železniční linky bez pokrytí prokazatelné ztráty je ekonomická sebevražda a takovou nabídku není Arriva schopna dát, a že by to byly jen platné sliby, které by nedokázala splnit, k čemž se rozhodně nebude uchylovat. ROPID se vyjádřil, že se mu nápad velmi líbí a že už sám dříve plánoval zavedení rychlých spěšných vlaků ze vzdálenějších částí Středočeského kraje. Praha již dříve se záměrem souhlasila, ovšem pouze za podmínky, že vlaky na svém území objedná i Středočeský kraj.

## Pravidelná osobní doprava

### Kralupy nad Vltavou - Praha Masarykovo nádraží (2013)

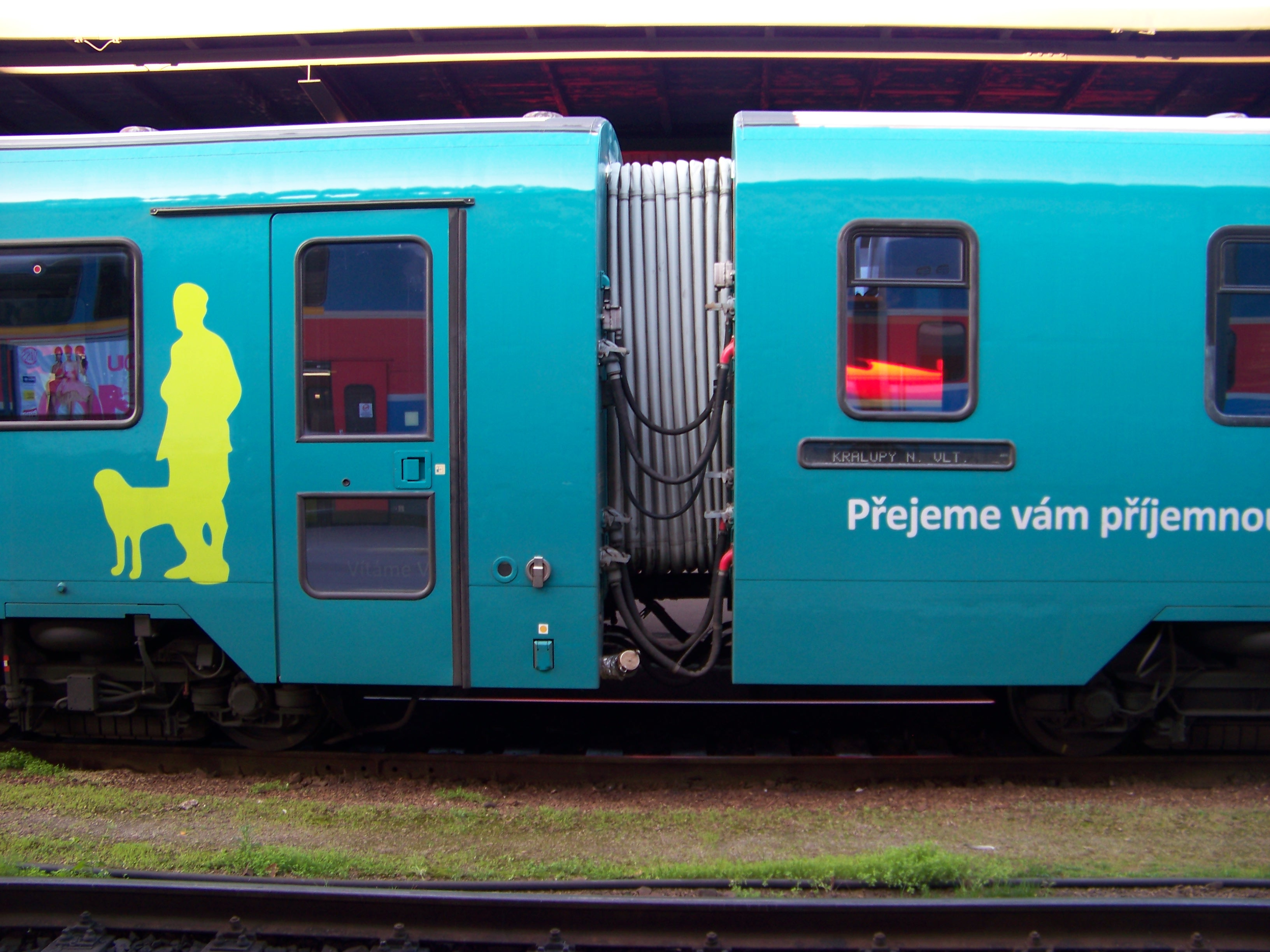
Motorová jednotka řady 845 nasazená na spěšný vlak v trase Praha – Kralupy

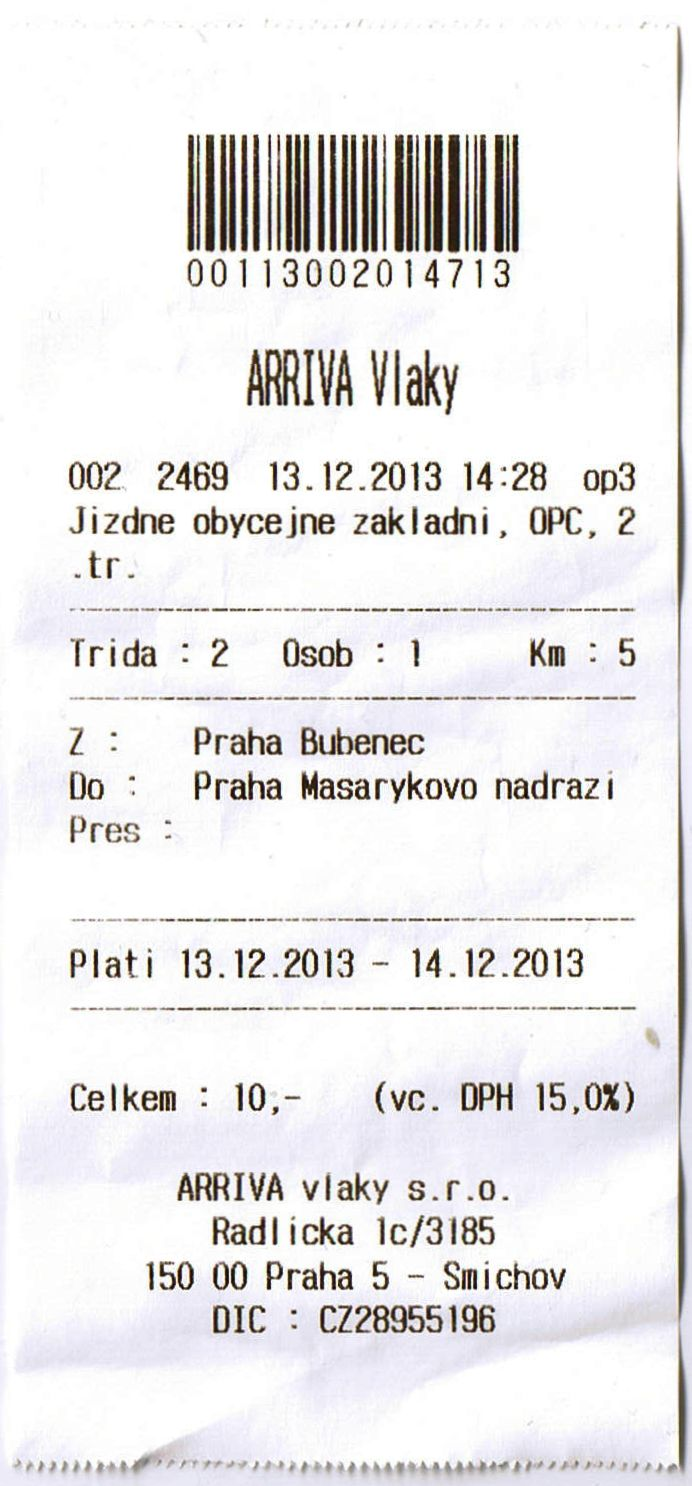
Jízdenka z linky Praha–Kralupy se slevou pro držitele Opencard

V ponděli 23. září 2013 dopravce zahájil provoz 8 páry spojů ve všedních dnech v přibližně dvouhodinovém intervalu a pouze v úseku Kralupy nad Vltavou – Praha Masarykovo nádraží, na linku je nasazena jedna souprava.
Dopravce přepravuje za poplatek i psy a jízdní kola, přeprava dětských kočárků je zdarma. Souprava je vybavena bezplatně přístupným wi-fi připojením. prodává se v ní pizza a káva, balené vody a minerálky, pečivo Fornetti, žvýkačky, noviny, deštníky, sluneční brýle, papírové kapesníky, propisovací tužky, igelitové tašky a vybraný sortiment jízdenek na pražskou MHD (na 75 minut a na 24 hodin), zdarma se rozdává podnikový bulletin ARRIVA Revue.
Linka je provozována zatím bez integrace do PID a bez dotací. Jízdenky dopravce prodává pouze ve vlaku. Základní jízdné je výrazně nižší než základní jízdné Českých drah a mírně vyšší než zákaznické jízdné (In-25) Českých drah. Podle mluvčího ROPIDu Filipa Drápala je největší překážkou integrace nedohoda Prahy a Středočeského kraje na uznávání tarifu, zejména neochota Středočeského kraje. Je podle něj vyloučeno, že by dopravce získal dotaci v blízké době – přidělení dotace by muselo být zveřejněno rok předem ve věstníku EU, výběrové řízení na dotaci by trvalo ještě déle. Soupravy mají jen 2. třídu, v nabídce jsou kromě základních jízdenek též slevy pro děti, studenty, seniory a tělesně postižené a kromě jednosměrných jízdenek i zvýhodněné zpáteční a týdenní jízdné. Cestujícím s OpenCard je poskytována zhruba třetinová sleva.
Pro iHNed.cz jednatel Jaroslav Richter zahájení dopravy komentoval: „My do toho vstupujeme s tím, že chceme ukázat, že se dá dělat i příměstská doprava jinak. Že i zde může být více dopravců. Chceme prostě využít situaci, která umožňuje na trh vstoupit a intenzivně se bavit s objednavateli o tom, kdy a za jakých podmínek by bylo možné se včlenit do systému. Bez dotací to ale nejde. Naším dlouhodobým cílem není jezdit za každou cenu. V případě, že by nebyl zájem nebo by z nějakých důvodů bylo zřejmé, že v období několika měsíců by nebyla šance se zaintegrovat, tak s tím přestaneme.“
V polovině října 2013 Arriva vlaky i ROPID potvrdily, že se stále jedná. Zástupkyně ARRIVA holding Česká republika Jana Penkalová uvedla: „Vypadá to, že jsme na dobré cestě. Kdy, však budou jednání uzavřena, a s jakým výsledkem, není v tuto chvíli možné říct.“ Mluvčí ROPIDU řekl: „Průběžně se jedná, ale k žádné dohodě ještě nedošlo.“
10. prosince 2013, asi týden po nástupu Radima Nováka, dosavadního generálního ředitele Veolia Transport Česká republika, do funkce výkonného ředitele skupiny Arriva pro střední a východní Evropu, Arriva oznámila, že 13. prosince 2013 ukončí provoz železniční linky z Prahy do Kralup. Ve svém prohlášení to zdůvodnila tím, že vzhledem k rekonstrukci tratě není schopna garantovat plynulý provoz a cestovní komfort, který dosud poskytovala. Modernizace trati v okolí Bubenče byla zahájena týž den, kdy zahájila provoz tato linka. Na svém webu společnost oznámila, že nadále bude pokračovat v jednáních s organizátory dopravy o začlenění do pražského a středočeského dopravního systému včetně integrace jízdních dokladů a těší se na brzký návrat na koleje Středočeského kraje.
SŽDC se 11. prosince 2013 „striktně vymezila proti prohlášení, že důvodem k ukončení pravidelného provozu jsou výlukové práce nebo dokonce nepřidělení kapacity tomuto dopravci ze strany SŽDC“, a uvedla, že se cítí poškozena opakovanými nepravdivými výroky společnosti Arriva vlaky s. r. o. Argument o nemožnosti poskytovat cestujícím plný komfort a pravidelný provoz zní podle SŽDC vzhledem k okolnostem velmi pochybně.

### Benešov u Prahy – Praha (2016)

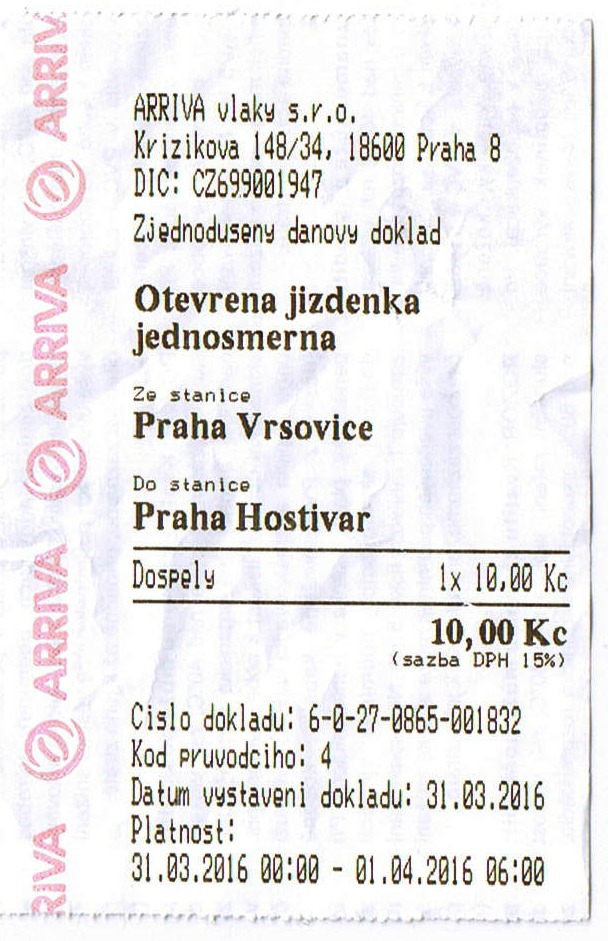
Jízdenka z roku 2016 z linky Praha – Benešov u Prahy

Spěšné vlaky mezi Benešovem a Prahou zahrnovaly i dřívější záměry, podle kterých měly Prahou projíždět a pokračovat do Kralup (záměr z roku 2012) či do Čelákovic (záměr z roku 2014).
Na konci října 2015 Arriva ohlásila záměr zavést od února 2016 spěšné vlaky mezi Prahou a Benešovem i bez dotací, i když by raději jezdila za tarif PID. Spěšné vlaky začaly jezdit od 29. února 2016 na vlastní podnikatelské riziko dopravce. Jezdí pouze v pracovní dny ve dvouhodinových intervalech, v dopoledním sedle je jeden interval čtyřhodinový, tedy jde o 7 párů spojů v pracovní dny. Vlaky staví ve stanicích Praha hlavní nádraží - Praha-Vršovice – Praha-Strašnice zastávka – Praha-Hostivař – Říčany – Mnichovice – Senohraby – Čerčany – Benešov u Prahy. Jízdní doba je 51 minut. K prodeji jízdenek dochází přímo ve vlaku u průvodčího a to bez přirážky a nebo si jízdenku může cestující zakoupit na internetových stránkách Arriva vlaky, kde je o pět korun levnější.
Dopravce na této trase nasazuje jednotku řady 845 a dále také moderní nízkopodlažní motorovou jednotku řady 642, přezdívanou "Desiro", kterou má zapůjčenou od své mateřské společnosti Deutsche Bahn. Na trati chce dále také dopravce testovat případně i jiné vlaky, se kterými chce jít do dalších soutěží, pokud se v Česku nějaké vypíšou.
Přestože dopravce nepočítal od začátku s žádnou dotací od krajů a měst, jízdné odpovídá zákaznickému jízdnému Českých drah se slevovou kartou IN25. Oproti osobním vlaků společnosti České dráhy, Arriva nabízí taķé kratší jízdní dobu a to konkrétně 51 minut. Na palubě vlaků je možnost koupit něco k občerstvení a dále mají cestující možnost připojení k internetu.
Jako svůj cíl Arriva uvedla, že chce objednatelům ukázat, že existuje alternativa k Českým drahám.
Pro případ, že by se společnosti podařilo začlenit linku do dotované sítě, uvažuje o jejím prodloužení do Vlašimi či Sedlčan, což by stále šlo obsloužit jedinou soupravou.
Od jízdního řádu 2017 má být spojení na této trase o jeden vlak posíleno.
V neděli 9. prosince 2018 na trati převzal spěšné vlaky dopravce České dráhy. A to na objednávku Hlavního města Prahy a Středočeského kraje, pod integrovaným systémem PID.

### Praha – Uherské Hradiště – Trenčín – Nitra
Záměr víkendových expresů z Prahy do Trenčína od 5. března 2016 byl publikován v souvislosti se záměrem spěšných vlaků Praha – Benešov. Má na ně být nasazena tatáž motorová jednotka řady 845. Vlak by měl vyjíždět v sobotu v 8:40 z Prahy a zpět se vracet v neděli večer, ve 14:19 z Trenčína, a do Prahy dojíždí v 19:24 h.
Vlaky staví ve stanicích Praha hlavní nádraží – Pardubice hlavní nádraží – Olomouc hlavní nádraží – Přerov – Otrokovice – Staré Město u Uherského Hradiště – Uherské Hradiště – Uherský Brod – Bojkovice město – Slavičín – Bylnice – Trenčianska Teplá – Trenčín. Jízdní doba je několik minut přes pět hodin.
Ve vlaku je nabízena klidová zóna, kde jsou k zapůjčení deky a polštářky.
V jízdním řádu pro rok 2017 je od počátku platnosti 11. prosince 2016 avizován páteční vlak z Prahy přes Trenčín na Piešťany a Nitru, od dubna 2017 by měl jezdit denně. Spoje Praha–Trenčín mají v letní turistické sezoně od června 2017 jezdit rovněž denně.
Linka jezdí pod značkou Arriva Express.

### Praha – Český Krumlov
V jízdním řádu 2017 má společnost vlak Arriva Express, který vyráží v sobotu v 9:02 po trase Praha – Tábor – České Budějovice – Český Krumlov – Hořice – Černá – Nová Pec, který v 16:56 vyráží na zpáteční cestu. Od listopadu 2017 (?) mají tyto vlaky jezdit v pátek, sobotu i neděli, od června do října denně. Od 11. června 2017 vlaky nově zastavují i ve Veselí nad Lužnicí.

### Roztoky u Prahy – Praha-Hostivař
V dubnu 2018 ROPID potvrdil, že plánuje od prosince 2018 rozšíření provozu městské železniční linky na větvi z Libně do Hostivaře v hodinovém intervalu i na všední dny. V souvislosti s dosluhujícím elektrickými jednotkami řady 451 Českých drah radní Petr Dolínek uvedl, že město uvažuje o vpuštění jiného dopravce, od nějž již dostalo nabídku, přičemž mělo jít o elektrické vlaky; z dotazů novinářů vyplynulo, že mohlo jít o Leo Express, přičemž i Arriva na dotaz novinářů uvedla, že by o linku měla zájem.

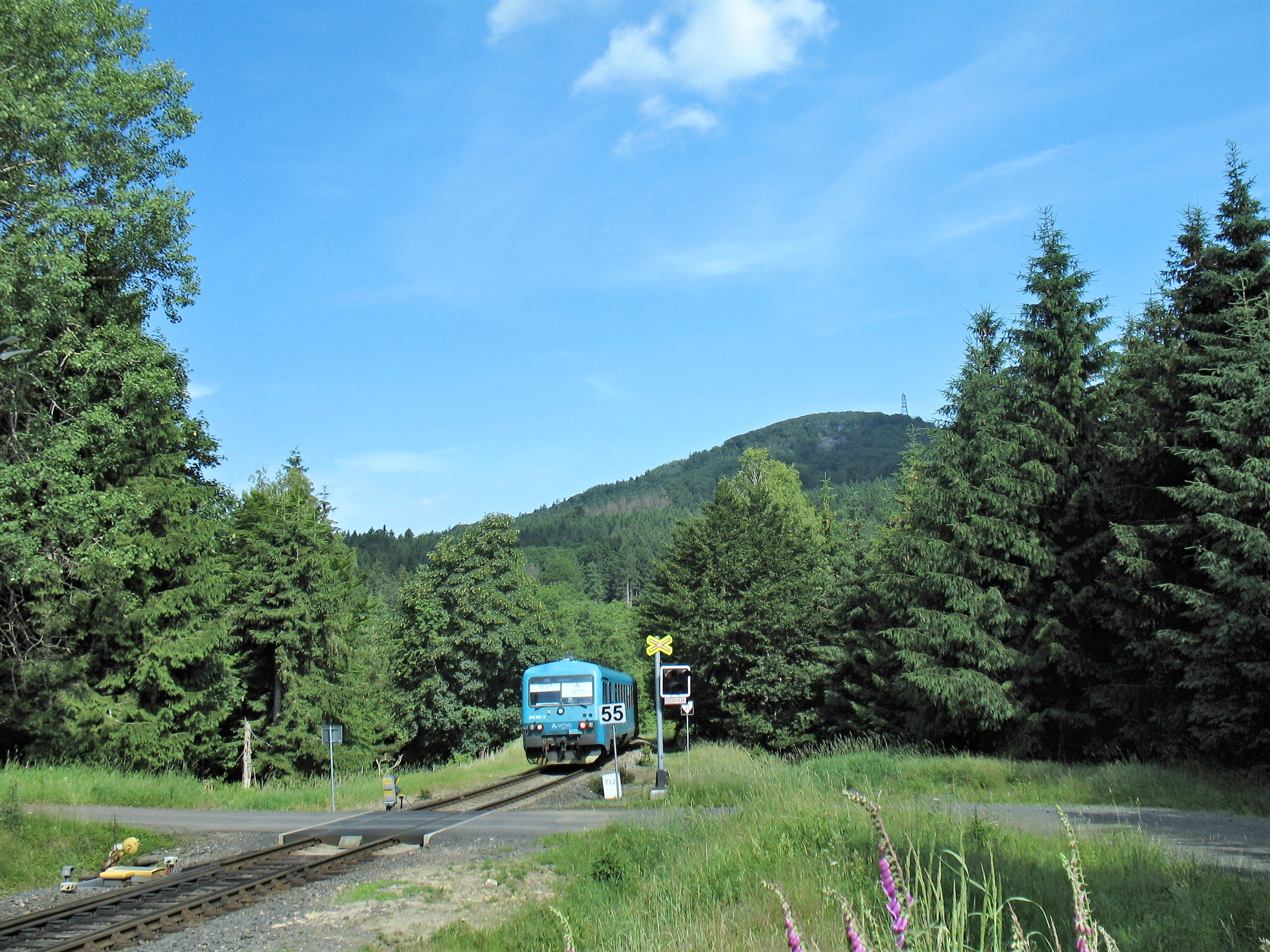
Rychlík R 1186 odjíždí ze stanice Jedlová do Rybniště (červenec 2021). V pozadí hora Jedlová (774 m n. m.)

Městu své nabídky předložily Arriva, RegioJet a Leo Express. Na konci srpna 2018 rada města Prahy rozhodla, že od 9. prosince 2018 bude linku po dobu tří let provozovat společnost Arriva, jejíž nabídka byla vyhodnocena jako nejvýhodnější. Má zde nasadit své motorové soupravy řady 845, kterých zatím má v České republice 6. Vozy jsou vybaveny wifi a elektrickými zásuvkami, dopravce chce cestujícím rozdávat vodu zdarma. Soupravy nejsou nízkopodlažní. Pro další roky město počítá s elektrickými jednotkami, jejichž provozovatele bude muset vybrat v soutěži. Arriva bude mít na další roky opci pro případ, že by se výběrové řízení nepovedlo, sama městu rovněž nabídla pořízení elektrických souprav. Arriva zřejmě zároveň upustí od provozu nedotovaných spěšných vlaků mezi Prahou a Benešovem, objednávku na dotované spěšné vlaky v této trase by údajně měly získat České dráhy. Praha se snažila prosadit prodloužení městské linky i ve všední dny až do Hostivaře, kvůli odporu nákladních dopravců by však osobní vlaky měly v této částí trasy jezdit v pracovních dnech jen ve špičkách.

### Dálková a regionální doprava od prosince 2019
Od 15. prosince 2019 Arriva vlaky na základě objednávky ministerstva dopravy provozuje dopravu na linkách:
- R21 Praha – Mladá Boleslav – Turnov – Tanvald
- R22 Kolín – Mladá Boleslav – Česká Lípa – Nový Bor – Rumburk
- R24 Praha – Kladno – Rakovník
- R26 Praha – Beroun – Příbram – Písek – České Budějovice

Na tyto linky nasazuje motorové jednotky řady 845, pro provoz na rychlících a expresech nechala vyvinout verzi 845.3, která má dva záchody a služební oddíl pro personál a catering.
Dále získala od 8. prosince 2019 zakázky na regionální dopravu ve dvou krajích:
Liberecký kraj:
- L3 Liberec – Stará Paka, 1 pár v pracovní dny až do Nové Paky
- L5 Lomnice nad Popelkou – Stará Paka, 2021 ukončeno
- L31 Železný Brod – Tanvald
- L35 Liberec – Jičín (pouze v sezóně o víkendech), 2021 ukončeno

Dopravce nabízí kraji nasazení jednotek Stadler GTW nebo Siemens Desiro. Krátkodobé nasazení jednotek 845 bylo zamítnuto.
Zlínský kraj:
- Vsetín – Horní Lideč – Bylnice / Střelná
- Vsetín – Velké Karlovice
- Staré Město u Uherského Hradiště – Bylnice / Veselí nad Moravou / Luhačovice

Proti původním plánům nemá Arriva jezdit na trase Valašské Meziříčí – Rožnov pod Radhoštěm. Část výkonů má zajistit Leo Express jako subdodavatel Arrivy, a to motorovými jednotkami LINT pronajatými od Alstomu.

## Rychlíky od 13. prosince 2020
Od 13. prosince začala Arriva na základě objednávky ministerstva dopravy provozovat dopravu na lince R14A a R14B:
- R14A Liberec - Pardubice
- R14B Liberec - Ústí nad Labem

Ještě několik dní před zahájením provozu ovšem nebyla s dopravcem podepsána smlouva, nakonec ji Ministerstvo dopravy podepsalo až 11. prosince 2020 a to s délkou trvání jen 2 roky.
Start linky proběhl bez větších komplikací.
Dopravce nasazuje motorové vozy 845, známé z jiných rychlíkových linek.

## Nákladní doprava

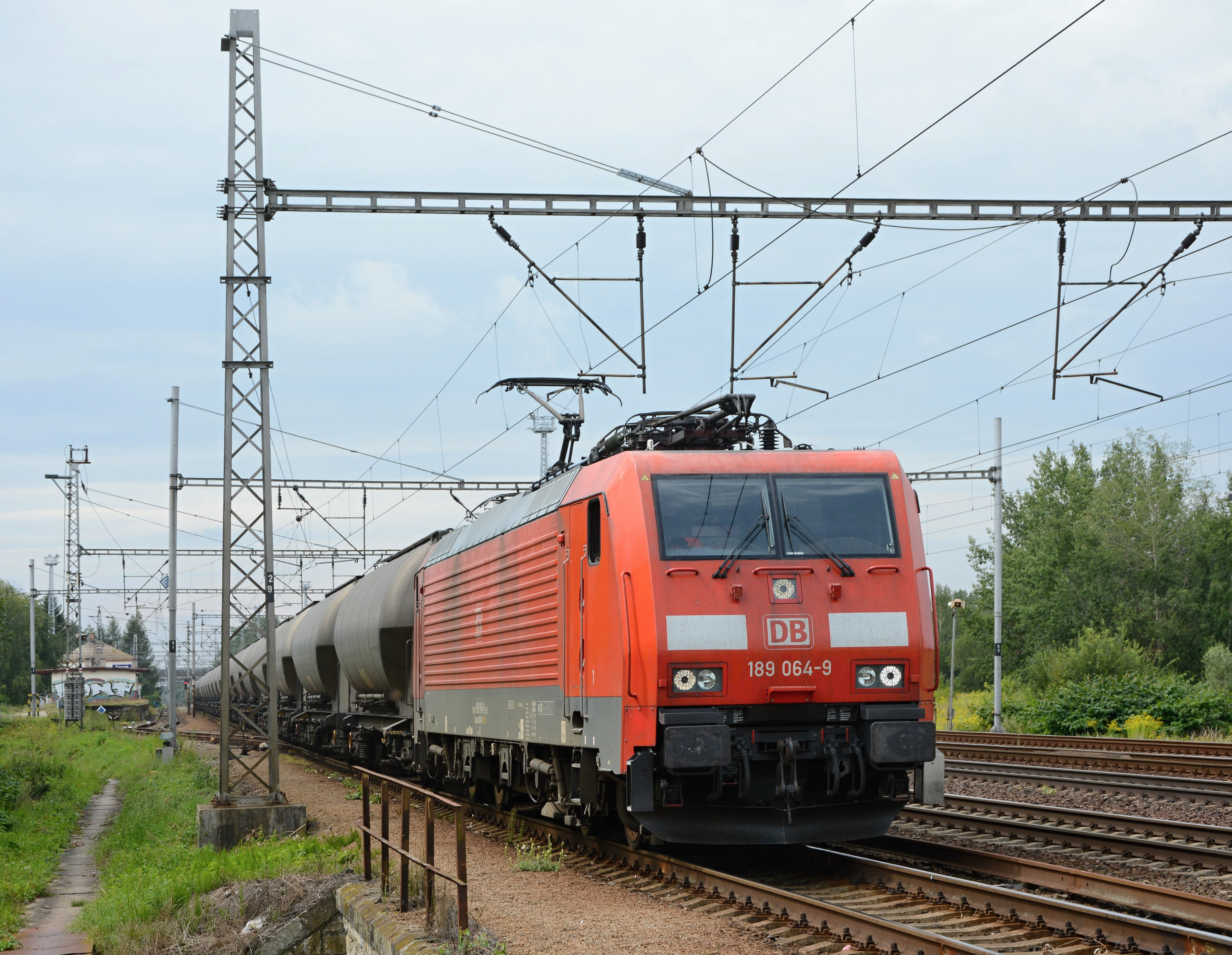
Nákladní vlak dopravce Arriva vlaky přepravující oxid hlinitý

Počínaje lednem 2015 začaly na licenci společnosti jezdit rovněž nákladní vlaky. Jednalo se v podstatě o vlaky společností skupiny DB Cargo v sousedních zemích (např. polská společnost DB Schenker Rail Polska), které v Česku neměly licenci, takže využívaly služeb firmy Arriva vlaky, která byla rovněž součástí skupiny Deutsche Bahn. Pro tažení těchto vlaků společnost využívala německé lokomotivy řady 189 DB. I po vzniku české dcery německého nákladního dopravce DB Cargo, tj. DB Cargo Czechia, provozovala Arriva vlaky dále nákladní dopravu pro tuto dceřinou společnost. V roce 2018 společnost zahájila provozování nákladní dopravy na vlastní licenci rovněž na Slovensku. Od zimy 2020 byly na nákladních vlacích společnosti používány především vícesystémové lokomotivy Siemens Vectron (řada 193 DB Cargo), které vytlačovaly původně nasazované lokomotivy řady 189.
K pravidelným relacím společnosti patřily vlaky ocelových svitků mezi Děčínem a Břeclaví (od prosince 2019 převzato společností DB Cargo Czechia), dále pak přepravy kontejnerů Dacia mezi Štúrovem a Děčínem (zaniklo v dubnu 2019). Poslední nákladní relací, kterou Arriva vlaky pravidelně provozovala, byly přepravy oxidu hlinitého ukončené v srpnu 2022.

## Vozový park

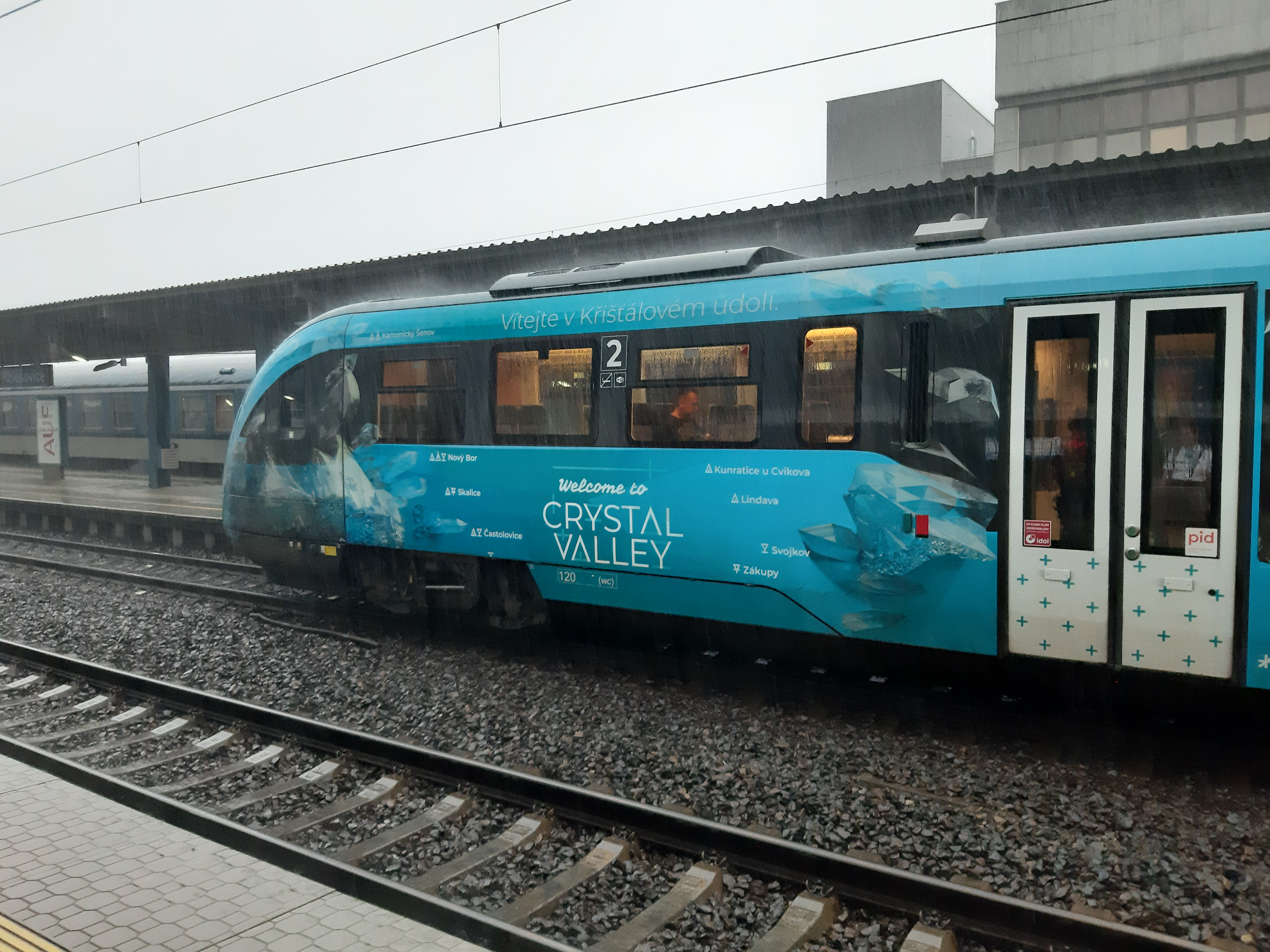
Vlak na stanici Praha-Holešovice

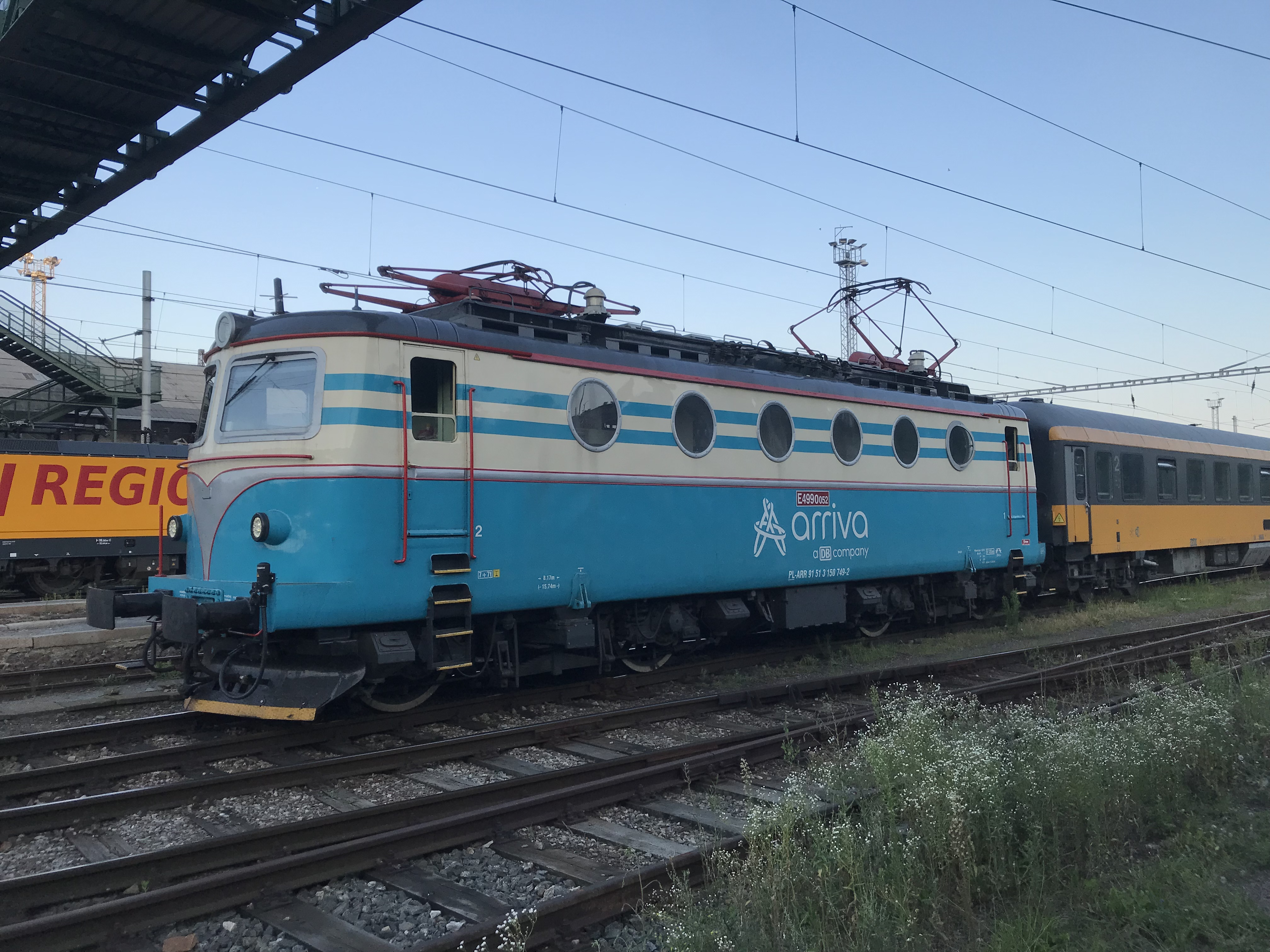
Lokomotiva E499.0052 ve stanici Praha-Smíchov

Společnost v letech 2013 a 2013 vlastnila a na své linky nasazovala jednu dieselovou jednotku řady 845
Následkem nehody 11. července 2016, při níž vlak v Kolovratech usmrtil osobu v kolejišti, začala být od poledne téhož dne na trasu Praha–Benešov nasazována od mateřské společnosti DB zapůjčená dieselová jednotka německé řady 642 Desiro, která dosud sloužila jako záložní; na víkendové spoje na Slovensko však i nadále zůstávají nasazovány původní jednotky řady 845.
Pro období jízdního řádu 2017 koupila společnost od mateřské společnosti DB další čtyři dieselové soupravy řady 845, přestavbu na dálkové vlaky provádí Pars nova. Jednotky dostaly v roce 2021 ocenění Jindřicha Ježka za pozitivní vliv modernizace.[zdroj?]
V roce 2016 si společnosti pořídila lokomotivu řady 140 č. 140.079. Ta v první fázi jezdila na osobních vlacích na trati Šumperk - Kouty nad Desnou. Tam však jezdila jen od 25. listopadu do 10. prosince 2016, poté provoz vlaků převzaly České dráhy. Lokomotiva pak byla nasazována na různých výkonech v nákladní i osobní dopravě (např. na vlacích Regiojet). V roce 2018 si společnost pořídila další lokomotivu stejné řady - 140.052, kterou odkoupila od polského dopravce Ecco Rail. V prosinci 2023 dopravce převzal 9 dvouvozových elektrických jednotek řady 650 RegioPanter, které jezdí v Plzeňském kraji na trase Plzeň – Horažďovice předměstí.

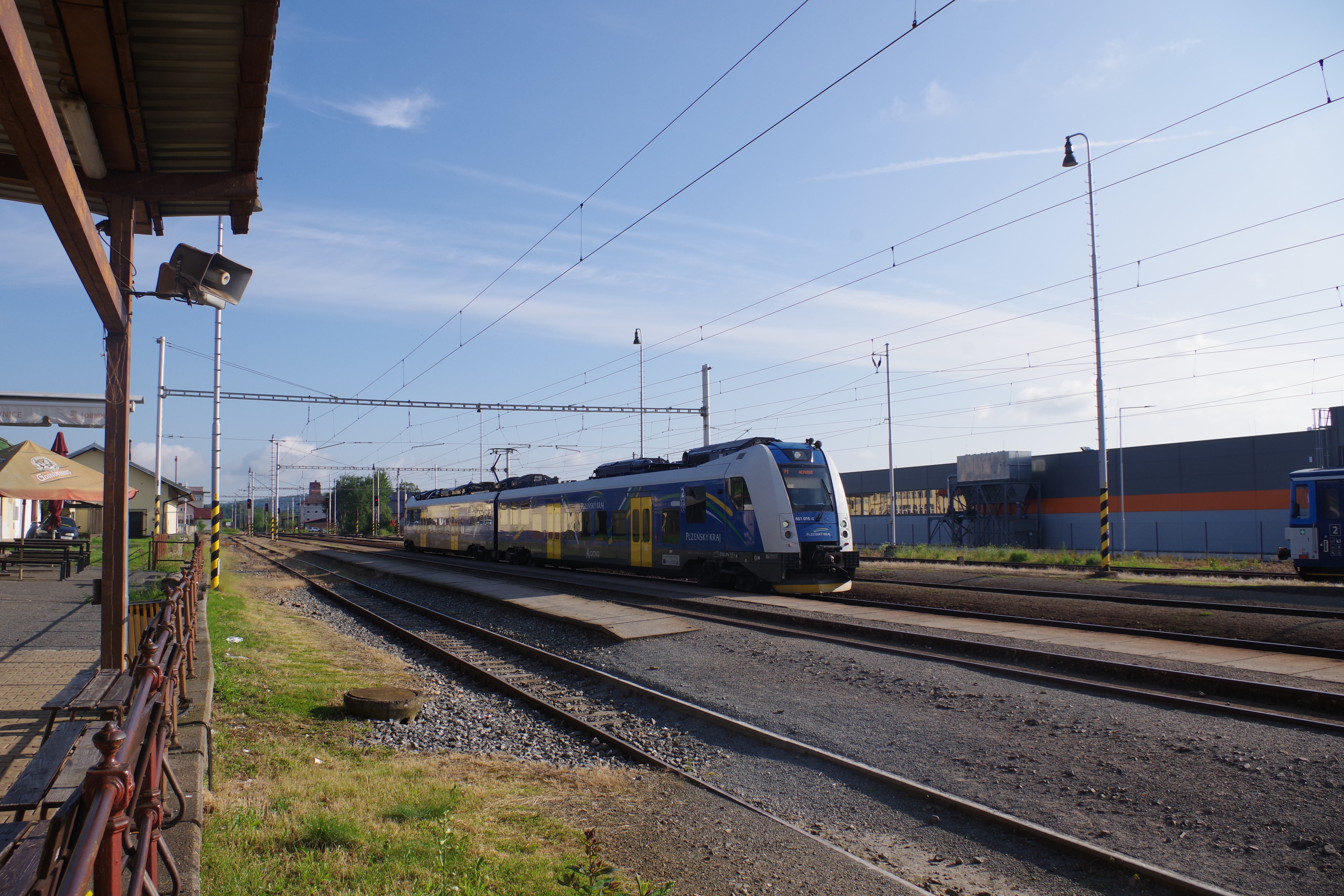
Jednotka řady 650 dopravce Arriva vlaky

## Mimořádné události
26. prosince 2019 - Rychlík projel návěst „Stůj“, protější vlak téže společnosti se naštěstí podařilo zastavit ještě ve stanici. Nikdo nebyl zraněn. Stalo se tak kolem 9:15 u Mladé Boleslavi.
15. ledna 2021 - Kolem 17:30 došlo na rychlíku v Chřibské k požáru jednotky 845.314. Předpokládá se, že jednotku po požáru již nebude možné zprovoznit. Podle zprávy ČTK k požáru rychlíkové soupravy, jedoucí ze Šluknova do Kolína, došlo ve stanici Rybniště (pozn.: závěr zřejmě vycházel z toho, že Chřibská se nachází v katastrálním území Rybniště). Škoda byla předběžně odhadnuta na 15 milionů korun.